# Music 21
Music 21 (estilizado como MU21C) fue un canal de televisión por suscripción argentino propiedad de Juan Cebrián y operado por el Grupo21. Fue el primer canal musical de América Latina, fundado el 5 de octubre de 1988.
Estaba dedicado a emitir 24 horas de música sin interrupciones. En el 2002, debido a problemas empresariales para encontrar distribución, Music 21 se une junto a Telemúsica dando lugar al canal Muziknet.tv, el cual cesó definitivamente sus transmisiones en el año 2006.

## Programación
Music 21 emitió varios programas durante 1988 hasta 2006, entre ellos se encuentran:
- Backstage: Fue el primer programa propio del canal. Se emitió durante el 1988 y era conducido por Juan Cebrián, quien además era el productor y director del canal. El segmento incluía videos musicales, entrevistas y recitales de artistas tanto nacionales como internacionales.
- La Bobby Band: Con la conducción de Bobby Flores. Fue un programa trasmitido en los inicios del canal.
- Alto voltaje: Fue un programa dedicado al Heavy metal.
- Johnny Be Goode: Con la conducción de Johny Tedesco, consistió en un programa dedicado a videoclips del género rock N' Roll junto con entrevistas exclusivas a varios referentes de la época.
- Special21: Fue un segmento de 40 minutos dedicado pura y exclusivamente a una banda o género en especial. Fue trasmitido desde el inicio del canal hasta 2001.
- Sold out: Fue un programa destinado a mostrar conciertos tanto de bandas nacionales como internacionales que venían al país.
- Rocanrol: Fue el programa  estrella del canal en los años noventa, y por el cual obtuvo el Martín Fierro al mejor programa de música, y el premio ATVC a la mejor programación musical en 1993.[1] Tanto fue el éxito de Rocanrol que tuvo una adaptación en el canal de aire Telefe, aunque a diferencia de Music21, el éxito fue bajo. Consistía en un documental sobre los artistas más destacados del Rock Nacional argentino & Latinoamericano en general.
- Rocanrol `95: En 1998 el canal "music 21" cumplió 10 años de trayectoria, y a modo de homenaje se realizó una selección de 22 minutos con los mejores programas emitidos en el ciclo "Rocanrol".
- Clínica 21: Fue un programa, trasmitido en 1998, dedicado al jazz y al Blues. Contó con la conducción de Miguel Vilanova. Además, fue el último programa en contar con conducción del canal.
- Informe 21: Fue un segmento de corta duración en el cual distintos artistas hablaban sobre un álbum en específico. Además de contar con entrevistas exclusivas, el segmento Incluía detrás de cámara en la realización de un videoclip determinado.
- Show21: Fue un segmento dedicado a la cobertura de eventos, desfiles de moda, espectáculos musicales, etc. Se podría considerar como el antecesor del segmento ‘’Clubbing’’ de Elektronica.tv
- Top21: Fue un segmento trasmitido, entre el 1999-2001, todos los días, que consistía en la selección de videoclips mediante una votación en línea o telefónica.
- Videostory: Estrenado en 1998, y trasmitido hasta el 2006. El programa consistía en una especie de documental en el cual en cada video, y de manera subtitulada, se mostraba curiosidades, datos y anécdotas de la banda musical en cuestión. Incluso, en algunos videostories, llegó haber entrevistas exclusivas.
- Dj Store: Fue  un programa dedicado a la música electrónica emitido en los años 1993/1995 con la conducción de Mariano Roson y dirección de Cezar Trazar.
- Dj mix: Fue  un segmento dedicado a la música electrónica (El tecno, el funk, el big beat, el drum & bass, el house, y el trance).  No solo consistía en mostrar videoclips de las bandas de música electrónicas más importantes del momento, sino también de mostrar los set de distintos DJs que venían al país, entre ellos Sasha, Satoshie Tomiie, Deep Dish, etc.
- Elektronica.tv: Originalmente nació como un bloque dentro de M21, en el año 2001, destinado a la música electrónica. Nació para reemplazar al bloque "DJ Mix". Más adelante se convierte en uno de los cuatro bloques constitutivos de Muziknet.tv.[2]